# Altes Gronauer Schloss
Das Alte Gronauer Schloss, auch Gronauer Altes Schloss genannt, ist eine Burgruine im nördlichen Krofdorfer Forst in der Gemarkung Krofdorf-Gleiberg der Gemeinde Wettenberg im Landkreis Gießen in Mittelhessen, gelegen im Tal der Salzböde unweit der Ortschaft Salzböden, einem Stadtteil von Lollar.

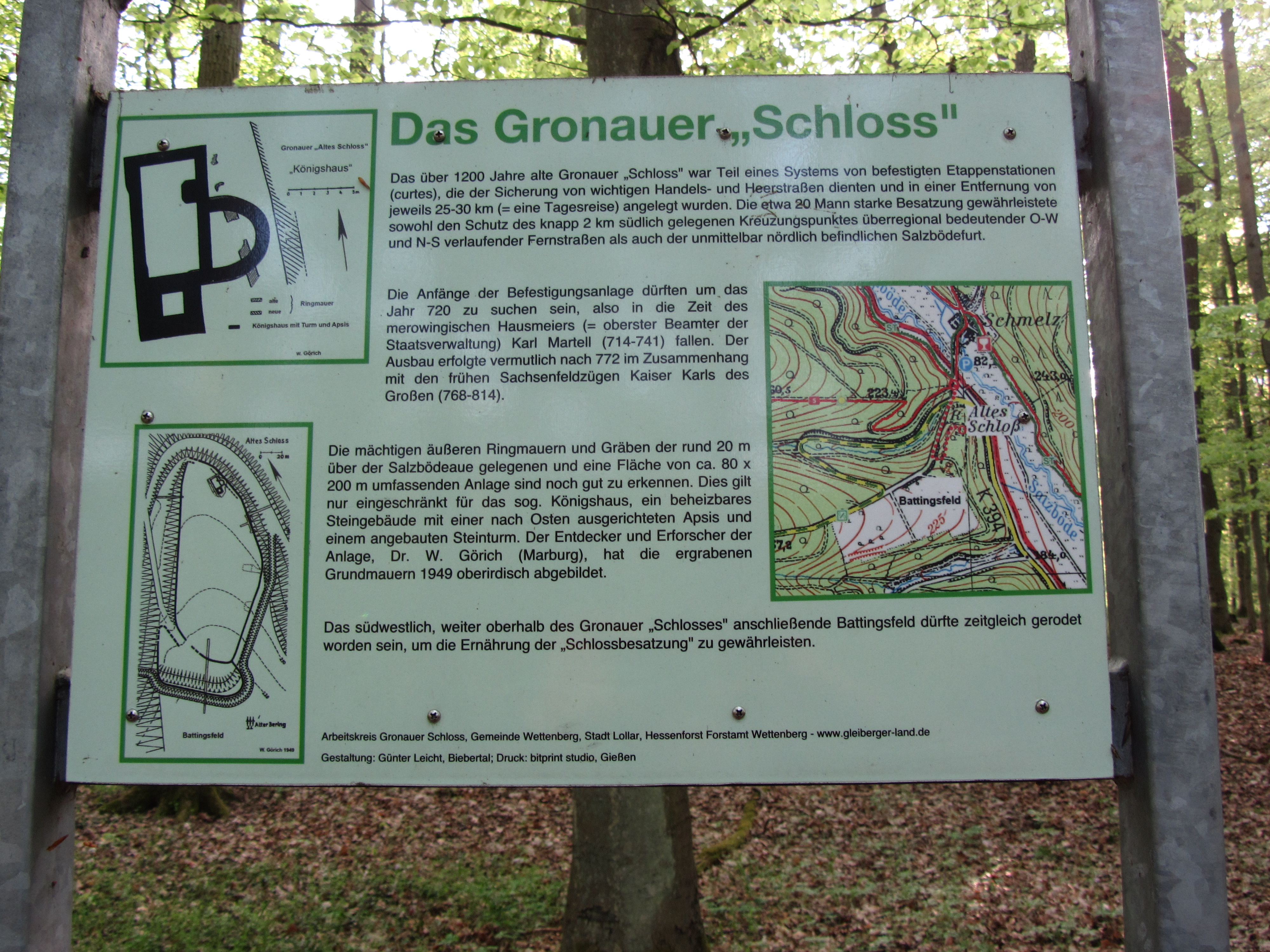
Hinweistafel mit Erläuterung und Lage von Gronauer „Schloss“ und Battingfeld

## Lage
Die Reste der über tausend Jahre alten Anlage einer Spornburg liegen rund 20 Meter über der Salzböde auf einem Grauwacken-Sporn, dem sogenannten „Schloßberg“. Am nördlichen Hangfuß unterhalb der Burg – etwa dort, wo heute eine Brücke mit der Schmelzmühle auf der anderen Talseite verbindet – durchquerte eine Furt den Flusslauf.

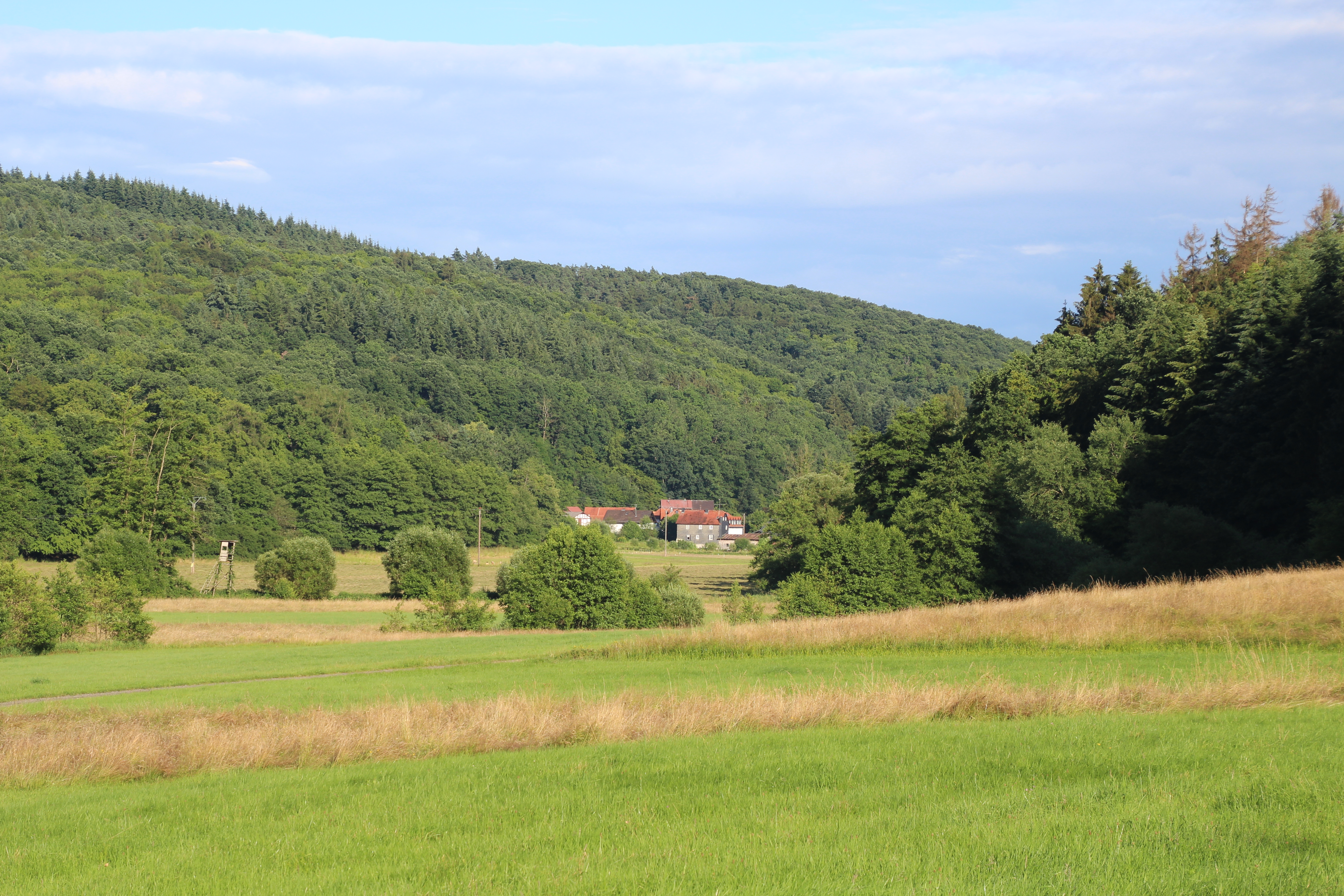
Das Gronauer Alte Schloss liegt an einer Altstraße, die das Tal der Salzböde in Höhe der heutigen Schmelzmühle (im Bild) quert

An dieser Stelle quert eine Altstraße das Tal des wenige Kilometer südöstlich in die Lahn mündenden Flüsschens. Die unmittelbar nordwestlich der Burganlage verlaufende Straße stellt einen Zweig der „Weinstraße“ dar. Dieser Streckenabschnitt verbindet in Nord-Süd-Richtung den oberhessischen Raum, Marburg westlich passierend, mit der Wetterau und überschreitet die Lahn unterhalb von Gießen an der „Wolfsfurt“ von Selters (heute Wüstung). Auf der Höhe ein bis zwei Kilometer südwestlich der Salzbödefurt kreuzt sie eine andere in West-Ost-Richtung von Wetzlar kommende und nahe dem Dünsberg den Herborner „Rennweg“ aufnehmende Altstraße, die zwischen Salzböde- und Lumdamündung die Lahn quert und bei Staufenberg nach Amöneburg abzweigend sich als „Lange Hessen“ fortsetzt.

## Geschichte
Nicht zuletzt wegen ihrer Lage nahe einem im Mittelalter bedeutenden Knotenpunkt im Straßennetz wurde die Befestigung mit frühem Landesausbau im hessischen Raum unter fränkischer Herrschaft in Verbindung gebracht. Sie ist so als karolingische Straßenfeste betrachtet worden, die mutmaßlich Teil eines Systems befestigter Stationen war, die der Sicherung wichtiger Handels- und Heeresstraßen dienten. Mit dieser Vermutung werden die Anfänge der Befestigung um 720 angesetzt und fallen in die frühkarolingische Zeit unter dem merowingischen Hausmeier Karl Martell. Die Anlage mag dann im Zusammenhang mit den frühen Sachsenfeldzügen Karls des Großen ab 772 ausgebaut worden sein. Etwa zeitgleich wird die Rodung einer Waldfläche im Süden der von einer Ringmauer umschlossenen Befestigung angenommen, die landwirtschaftlich genutzt wurde. Eine derartige Funktion als Etappenstation oder Schutzburg für die vorbeiführenden Fernwege verlor mit der Erbauung der Burg Gleiberg an Bedeutung; daher sei die Befestigungsanlage aufgegeben worden und verfiel.

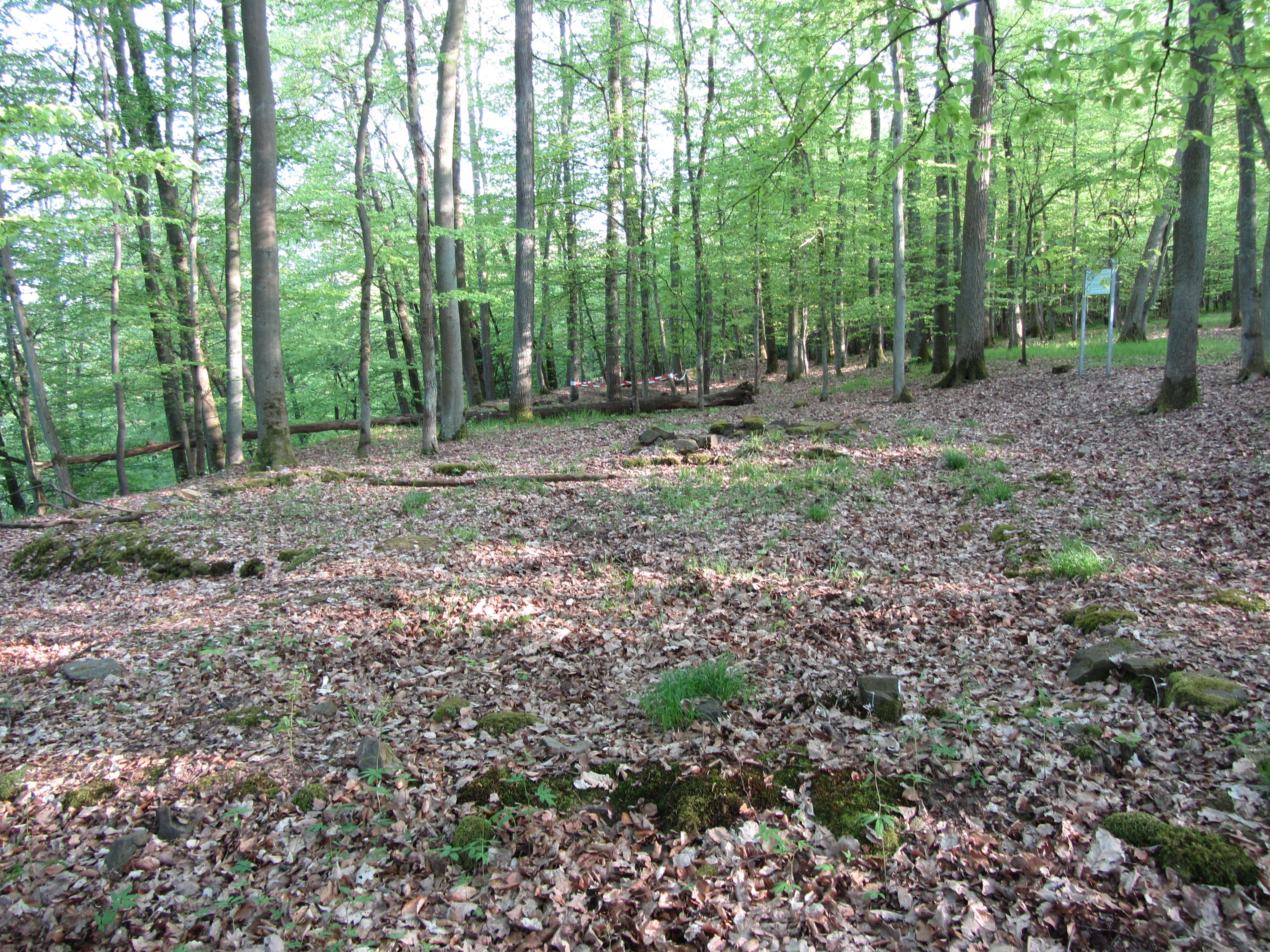
Oberirdisch nachgelegte Grundmauern eines Gebäudes mit Apsis und Turm

Diese Interpretation geht zurück auf archäologische Untersuchungen des Bodendenkmals, die mit Unterbrechungen zwischen 1936 und 1950 durch das Archäologische Institut des Deutschen Reiches (Berlin), später Hessisches Landesamt für geschichtliche Landeskunde (Marburg) durchgeführt wurden. Neben Planaufnahmen und Ausgrabungen auf dem Gelände wurden die Umrisse von ergrabenen Grundmauern eines Gebäudes 1949 oberirdisch nachgebildet. Dieses sogenannte Königshaus war lange das einzige bekannte in Stein gebaute Gebäude der Anlage. Es besaß nach Osten einen halbrunden Anbau (Apsis), nach Süden einen rechteckigen Turm (Bergfried).
Erst bei jüngeren archäologischen Maßnahmen der Jahre 2015 und 2016 wurden steinerne und vermörtelte Fundamente eines bis dahin unbekannten saalartigen Gebäudes mit Putzresten festgestellt. Die aufwändige Bauausführung und die prominente Lage im südwestlichen, höher gelegenen Bereich innerhalb der Befestigung lassen eine herausgehobene Bedeutung vermuten. Dieser Grabungsbefund wird vorläufig ausweislich einer C14-Analyse von Tierknochenfunden auf die erste Hälfte des 10. Jahrhunderts datiert. Auf dieser Grundlage kommen als Erbauer die Konradiner in Frage, die Herrschaftsgebiete in Lahngau und Hessengau hatten und mit Konrad I. zeitweise (911–918) den König des ostfränkischen Reichs stellten.

## Anlage
Die ehemalige Burganlage ist noch deutlich im Gelände zu erkennen an Wällen mit Resten der Umwehrungsmauer samt vorgelagertem Graben sowie Steinschutt als Spuren der Innenbebauung. Die Ringmauer umfasst ein längliches, nach Nordosten abfallendes Areal von rund 1,6 ha, bergseitig abgesetzt durch einen Graben (Halsgraben). Von der Innenbebauung ist oberirdisch wenig erhalten. Die Grundrisse eines Gebäudes im Norden mit rechteckigem Turm und halbrunder Apsis sind nachträgliche Rekonstruktionen darunterliegender Reste. Im höher gelegenen südlichen Teil wurden Mauerreste eines weiteren Gebäudes freigelegt, dessen Wände aus vermörteltem Bruchsteinwerk innen weiß verputzt waren.
Das in weiterem Sinn zugehörende Battingsfeld besteht noch heute als landwirtschaftlich genutzte Rodungsinsel südlich der Anlage.